# Aire urbaine de Vichy
L'aire urbaine de Vichy est une aire urbaine française centrée sur la commune de Vichy.

## Caractéristiques
D'après la définition qu'en donne l'Insee, l'aire urbaine de Vichy est composée de 37 communes, situées dans l'Allier et le Puy-de-Dôme.
Sa population, de 84 401 habitants en 2013, en fait la 2e aire urbaine de l'ancienne région Auvergne après celle de Clermont-Ferrand.
Dix communes de l'aire urbaine sont des pôles urbains.
Le tableau suivant détaille la répartition de l'aire urbaine sur les départements (les pourcentages s'entendent en proportion du département) :
| Département | Communes | Communes (%) | Superficie (km2) | Superficie (%) | Population (2013) | Population (%) |
| ----------- | -------- | ------------ | ---------------- | -------------- | ----------------- | -------------- |
| Allier      | 35       | 11,0         | 553,58           | 7,5            | 82 416            | 24,0           |
| Puy-de-Dôme | 2        | 0,4          | 42,87            | 0,5            | 1 985             | 0,3            |

## Communes
Voici la liste des communes françaises de l'aire urbaine de Vichy.
| Nom                             | Code Insee | Statut | Superficie (km2) | Population (dernière pop. légale) | Densité (hab./km2) |
| ------------------------------- | ---------- | ------ | ---------------- | --------------------------------- | ------------------ |
| Abrest                          | 03001      |        | 10,46            | 2 927 (2022)                      | 280                |
| Arronnes                        | 03008      |        | 26               | 382 (2022)                        | 15                 |
| Bellerive-sur-Allier            | 03023      |        | 18,97            | 8 898 (2022)                      | 469                |
| Billezois                       | 03028      |        | 15,68            | 361 (2022)                        | 23                 |
| Billy                           | 03029      |        | 10,22            | 823 (2022)                        | 81                 |
| Bost                            | 03033      |        | 9,48             | 180 (2022)                        | 19                 |
| Brugheas                        | 03044      |        | 26,81            | 1 556 (2022)                      | 58                 |
| Busset                          | 03045      |        | 36,96            | 810 (2022)                        | 22                 |
| La Chapelle                     | 03056      |        | 21,1             | 396 (2022)                        | 19                 |
| Charmeil                        | 03060      |        | 7,4              | 967 (2022)                        | 131                |
| Cognat-Lyonne                   | 03080      |        | 12,51            | 707 (2022)                        | 57                 |
| Créchy                          | 03091      |        | 11,61            | 430 (2022)                        | 37                 |
| Creuzier-le-Neuf                | 03093      |        | 10,88            | 1 235 (2022)                      | 114                |
| Creuzier-le-Vieux               | 03094      |        | 11,38            | 3 246 (2022)                      | 285                |
| Cusset                          | 03095      |        | 31,93            | 13 329 (2022)                     | 417                |
| Espinasse-Vozelle               | 03110      |        | 17,87            | 973 (2022)                        | 54                 |
| Hauterive                       | 03126      |        | 8,08             | 1 186 (2022)                      | 147                |
| Magnet                          | 03157      |        | 12,72            | 1 046 (2022)                      | 82                 |
| Marcenat                        | 03160      |        | 18,07            | 376 (2022)                        | 21                 |
| Mariol                          | 03163      |        | 9,41             | 696 (2022)                        | 74                 |
| Molles                          | 03174      |        | 26,89            | 916 (2022)                        | 34                 |
| Saint-Christophe-en-Bourbonnais | 03223      |        | 28,02            | 431 (2022)                        | 15                 |
| Saint-Didier-la-Forêt           | 03227      |        | 33,59            | 388 (2022)                        | 12                 |
| Saint-Étienne-de-Vicq           | 03230      |        | 19,22            | 527 (2022)                        | 27                 |
| Saint-Félix                     | 03232      |        | 5,2              | 285 (2022)                        | 55                 |
| Saint-Germain-des-Fossés        | 03236      |        | 8,3              | 3 600 (2022)                      | 434                |
| Saint-Pont                      | 03252      |        | 12,31            | 692 (2022)                        | 56                 |
| Saint-Priest-Bramefant          | 63387      |        | 19,06            | 869 (2022)                        | 46                 |
| Saint-Rémy-en-Rollat            | 03258      |        | 20,84            | 1 769 (2022)                      | 85                 |
| Saint-Sylvestre-Pragoulin       | 63400      |        | 23,81            | 1 065 (2022)                      | 45                 |
| Saint-Yorre                     | 03264      |        | 6,35             | 2 618 (2022)                      | 412                |
| Sanssat                         | 03266      |        | 8,4              | 277 (2022)                        | 33                 |
| Serbannes                       | 03271      |        | 14,3             | 826 (2022)                        | 58                 |
| Seuillet                        | 03273      |        | 9,94             | 483 (2022)                        | 49                 |
| Vendat                          | 03304      |        | 16,76            | 2 269 (2022)                      | 135                |
| Le Vernet                       | 03306      |        | 10,07            | 1 914 (2022)                      | 190                |
| Vichy                           | 03310      |        | 5,85             | 25 702 (2022)                     | 4 394              |

### Intégration des communes dans l’aire urbaine
Les dix communes du pôle urbain sont Vichy, Cusset, Creuzier-le-Vieux, Creuzier-le-Neuf, Bellerive-sur-Allier, Serbannes, Abrest, Le Vernet, Saint-Yorre et Hauterive.
Entre les recensements, des communes environnantes sont entrées dans l’aire urbaine (couronne périurbaine) :
- entre 1968 et 1975 : Brugheas, Charmeil, Saint-Rémy-en-Rollat et Vendat ;
- entre 1975 et 1982 : Busset, Espinasse-Vozelle, Mariol, Saint-Priest-Bramefant et Saint-Sylvestre-Pragoulin ;
- entre 1982 et 1990 : Bost, Molles, Saint-Christophe, Saint-Étienne-de-Vicq et Saint-Pont ;
- entre 1990 et 1999 : Arronnes, Billy, Cognat-Lyonne, Marcenat, La Chapelle, Magnet, Saint-Didier-la-Forêt, Saint-Félix, Saint-Germain-des-Fossés et Seuillet ;
- entre 1999 et 2010 : Billezois, Créchy et Sanssat[2].

## Population

### Évolution démographique
Voir supra pour les populations des communes membres de l’aire urbaine.
| 1968   | 1975   | 1982   | 1990   | 1999   | 2008   | 2013   |
| ------ | ------ | ------ | ------ | ------ | ------ | ------ |
| 80 017 | 81 189 | 83 163 | 82 715 | 81 259 | 82 361 | 84 401 |

### Indicateurs démographiques
Dans le périmètre géographique du 1er janvier 2015, sur la période 2008-2013, l'aire urbaine a enregistré un taux annuel moyen de variation positif de 0,5 %, malgré un solde naturel négatif (taux de natalité de 10,2 ‰ et de mortalité de 12,6 ‰) compensé par une variation des entrées et sorties de + 0,7 %.

### Pyramide des âges
L'aire urbaine étant interdépartementale, la comparaison s'effectue avec l'ancienne région Auvergne. Les données s'entendent en pourcentage pour l'année 2013.
| Hommes | Classe d’âge   | Femmes |
| ------ | -------------- | ------ |
| 0,9    | 90 ans et plus | 2,3    |
| 9,3    | 75 à 89 ans    | 13,9   |
| 18,8   | 60 à 74 ans    | 19,2   |
| 20,6   | 45 à 59 ans    | 20     |
| 17,5   | 30 à 44 ans    | 16,2   |
| 15,6   | 15 à 29 ans    | 14,3   |
| 17,3   | 0 à 14 ans     | 14,2   |

| Hommes | Classe d’âge   | Femmes |
| ------ | -------------- | ------ |
| 0,6    | 90 ans et plus | 1,8    |
| 8,1    | 75 à 89 ans    | 12,2   |
| 17,2   | 60 à 74 ans    | 17,5   |
| 21,3   | 45 à 59 ans    | 20,3   |
| 18,7   | 30 à 44 ans    | 17,5   |
| 16,9   | 15 à 29 ans    | 15,2   |
| 17     | 0 à 14 ans     | 15,5   |

## Emploi
En 2013, la population des 15-64 ans représente 50 127 habitants, soit 59,39 % de la population totale. Parmi ceux-ci, 71,4 % sont des actifs.
L'aire urbaine compte 30 870 emplois.

### Sources
- INSEE, Aire urbaine de Vichy